# Гайська збагачувальна фабрика
Гайська збагачувальна фабрика – кпідприємство гірничорудної промисловості у Башкортостані.
В першій половині 1960-х почалось введення в експлуатацію рудника на унікальному Гайському родовищі, розробку якого організували через Гайський гірничо-збагачувальний комбінат. Первісно руду відправляли на розташований західніше Мідногорський мідно-сірчаний комбінат, який мав потужності для збагачення продукції Блявінського рудника та мідеплавильний завод. Втім, вже у 1966-му стала до ладу перша черга Гайської збагачувальної фабрики, а в 1969-му запустили другу чергу.
В 2006-му почали масштабну модернізацію фабрики з метою збільшення її потужності з 5 до 8 млн тон на рік, а в 2015-му цей показник досягнув 9 млн тон.
Продукцією виступають мідний та цинковий концентрати із вмістом цільового металу 19% та 47,5% відповідно. Також продукують флотаційний сірчаний колчедан.
З 2006-го фабрика використовує як хвостосховище відпрацьований кар’єр №2 Гайського рудника. Для технологічних потреб з річки Урал щомісячно забирають біля 100 тис м3 води.
Починаючи з 1990-х до переробки на фабриці почали залучати руду інших родовищ – Яман-Каси, Лєтнєє, Осєннєє, Лівобережне, втім, їх запаси зазвичай випрацьовувались протягом кількох років.